# Battlegroup I-2010
Battlegroup I-2010 of BG I-2010 is een EU-battlegroup geleid door Polen (daarom ook wel bekend als de Polish-led Battlegroup), waaraan Duitsland, Litouwen, Letland en Slowakije ook deelnemen. Zij stond paraat tijdens de eerste helft van 2010.